# 柴油引擎

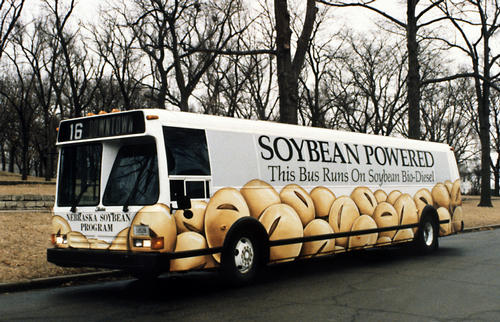
使用大豆生物柴油的公交車

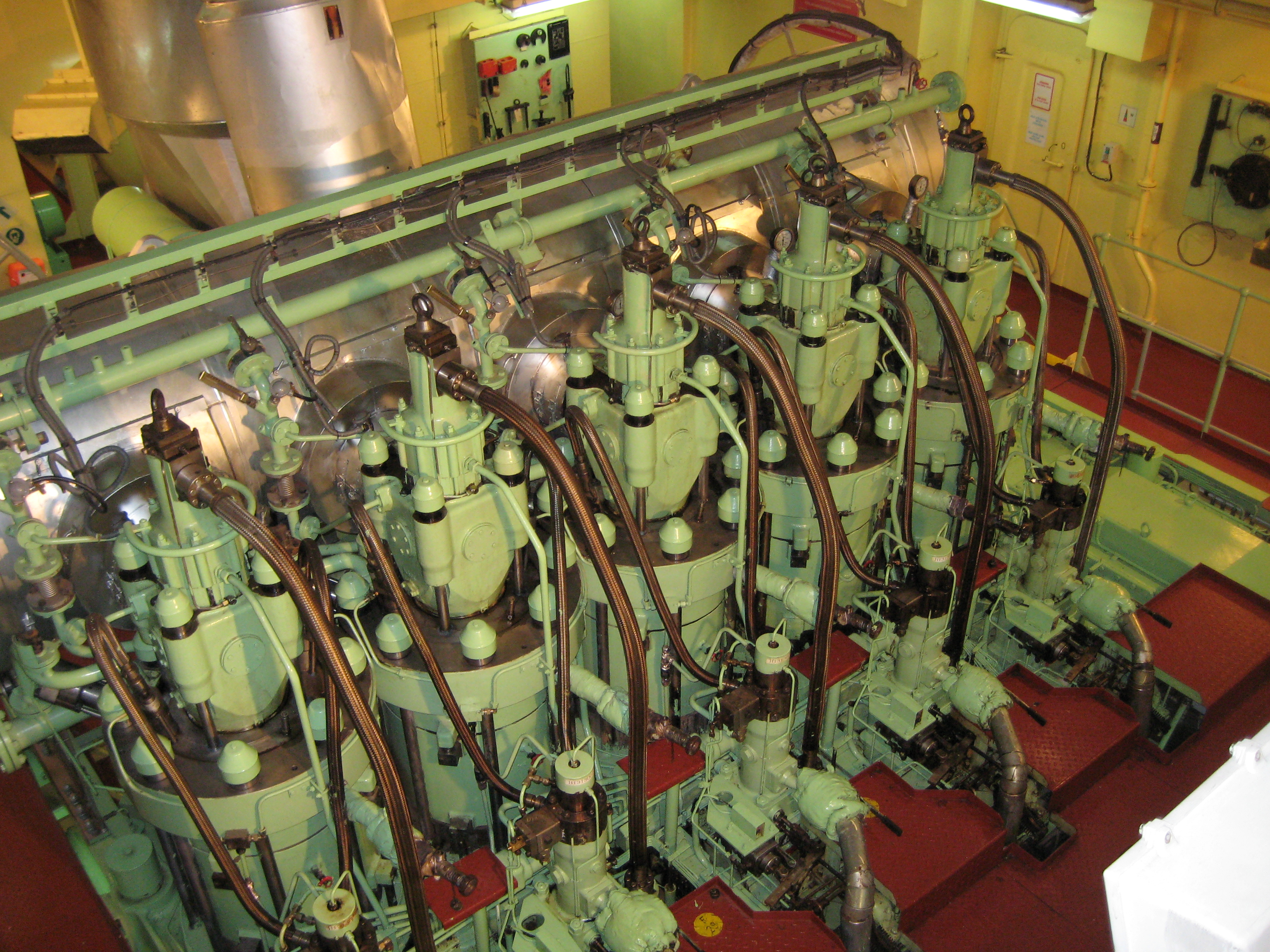
5汽缸船舶柴油機

柴油引擎（英語：diesel engine）又名柴油发动机或壓燃式發動機，是內燃機的一種，其主要特徵為使用壓縮產生高壓及高溫點燃氣化的燃料，而不像汽油发动机那样需要火花塞另外提供點火。柴油引擎的运行原理為狄塞爾循環，由德國工程師鲁道夫·狄塞爾在1892年發明。顾名思义，目前大部份的柴油引擎使用的燃料為柴油，但狄塞爾最初的發明原意是可以使用不同種類的燃料，事實上他在1900年世界博覽會上展示他的發明時使用的燃料是花生油。

## 優缺點
柴油引擎的省油效率較佳、因此可以減少二氧化碳排放，而且柴油引擎在中低轉速即可提供高扭力的特性，對於日常的行車能提供較佳的實用性，因此大客車、貨車等商用車大多以柴油引擎驅動。但相反的它也具有污染較高的問題——長碳鏈有機化合物燃燒後易產生主要以碳粒為主的懸浮微粒（SS）與超細懸浮微粒（PM2.5），再加上高溫高壓下亦產生的氮氧化物（NOx，是光煙霧的主要造成原因）。不過柴油比汽油安定常溫不易燃燒的優點，讓柴油引擎也被使用於二戰的潛水艇。使用高品質（超低硫）的柴油與較新的引擎及污染控制科技可以降低許多污染，但是直到近期的最新科技才能讓柴油乘用車符合美國和日本的環保標準。
雖然柴油引擎的廢氣排放已經有所改善，但本身的製造成本仍然比汽油引擎為高。一般汽油引擎無需跟柴油引擎一樣，要有堅固的構造及零件來應付更大的燃燒壓力以及更高的壓縮比，而且柴油引擎需要添置昂貴的部件（包括渦輪增壓器、廢氣再循環系統、共管式噴射系統、柴油碳微粒濾清器、AdBlue等）才可以減低廢氣排放；歐洲車輛排氣法規以降低碳排放為優先，因此很早就將柴油引擎用於乘用車上，日本以及美國則以抑制有害物質排放為優先，因此直到近期，柴油乘用車的市場佔有率才明顯上升。但近幾年的發展顯示，柴油引擎若不加裝AdBlue、就無法在維持低氮氧化合物污染的前提下達到如預期中的低油耗，因此歐洲也開始認為乘用車使用柴油引擎的比例也將會下降（可以降低NOx排放的AdBlue對平價乘用車來說成本太高、不願意加裝AdBlue又要降NOx的方法只有增加油耗；許多車廠採取作弊方式，在測試污染時採取低排放高油耗模式、實際行車則採取低油耗高排放模式；因此大型柴油車的實際污染反而比較低——因為大型柴油車輛價格高空間夠，都會加裝AdBlue）。

另外，一些車主會拆除微粒濾清器，商用及工程用的中大型柴油車在這方面會比較好管理及處罰，這也成為官方開始反對柴油乘用車的理由。

## 高壓共轨
1990年代義大利菲亚特汽車發明創新的高壓共轨（High Pressure Common Rail）柴油引擎，用电子控制的手段精确控制进入气缸的柴油供给量和供油时刻，且由於其供油管內的壓力更高，進而提升燃料雾化的效果，燃燒更完全更乾淨，噪音與震動也大幅減少，成為新一代柴油引擎的標準設計。

## 低壓縮比
馬自達研發出全球壓縮比最低的柴油引擎（14.0：1），以減低有害物質的排放和降低引擎的重量，並解決低壓縮比所帶來的問題。

## 相關產品
| 廠牌       | 引擎命名   | 型號      | 壓縮比 | 排氣量 (c.c.) | 最大馬力 (ps / rpm) | 最大扭力 (kg-m / rpm) | 汽缸數 | 缸徑 x 衝程 (mm x mm) | 應用     |
| ---------- | ---------- | --------- | ------ | ------------- | ------------------- | --------------------- | ------ | --------------------- | -------- |
| Shibaura   |            | SX24      |        | 1005          |                     |                       | 3      |                       | 農機     |
| Mazda      | Skyactiv-D | S5        | 14.8:1 | 1499          | 105 / 4000          | 27.5 / 1600-2500      | 4      | 76.0 x 82.6           | 房車     |
| Ford       | TDCi       | PSA DW10  | 16.7:1 | 1997          | 180 / 3500          | 40.8 / 2000-2500      | 4      | 85.0 x 88.0           | 房車     |
| Hino       |            | E13C-VE   | 17.0:1 | 12913         | 410 / 1800          | 204 / 1100            | 6      | 137.0 x 146.0         | 連結車   |
| Cummins    |            | N14E-R3   |        | 14016         | 532.29 / 1800       | 255.78 / 1200         | 6      | 139.7 x 152.4         | 鐵路車輛 |
| Volkswagen | 2.0 TDI    | EA288 Evo | 16.0:1 | 2000          | 122 / 2750          | 32.6 / 1600           | 4      | 82.0 x 95.5           | 房車     |

## 外部連結
- 美國專利第608,845号

### 專利品
- US Patent 845140 （页面存档备份，存于） Combustion Engine, dated February 26, 1907.
- US Patent 502837 （页面存档备份，存于） Engine operated by the explosion of mixtures of gas or hydrocarbon vapor and air, dated August 8, 1893.
- US Patent 439702 （页面存档备份，存于） Petroleum Engine or Motor, dated November 4, 1890.
- Gazette. five years dizelizatsiyu